# Bione di Proconneso
Bione di Proconneso (in greco antico: Βίων ὁ Προκοννήσιος?, Bíōn ho Prokonnésios; Proconneso, IV secolo a.C. circa – ...) è stato uno storico greco antico.
Della sua vita si sa ben poco. Vissuto, probabilmente, fra il IV e il III secolo a.C., Bione aveva scritto almeno un'opera storica in due libri, nella quale utilizzava antiche storie locali, nella fattispecie quella del logografo Cadmo di Mileto.
Il titolo è perduto, ma ne restano due brevi citazioni di Plutarco e di Ateneo.

## Edizioni
- Karl Wilhelm Ludwig Müller, Fragmenta historicorum Graecorum, vol. 2, Paris, Didot (1841-1870), p. 19.
- (DE, GRC) Felix Jacoby, 332 14, 332, in Die Fragmente der griechischen Historiker, Berlino, Weidmann, 1923-1958.